# スーパーJチャンネルあおもり
スーパーJチャンネルあおもり（スーパージェイチャンネルあおもり）は、青森朝日放送（ABA）で2025年（令和7年）3月31日から放送されている青森県内向けの平日夕方のローカルニュース番組である。

## 概要
青森朝日放送ではこれまで1997年（平成9年）から2023年(令和5年)にかけて平日夕方に長年『スーパーJチャンネルABA』を放送してきたが、2023年4月から新たな報道情報番組『ハレのちあした』をスタートさせた。
祝日や夏の高校野球選手権大会の青森県大会の中継を除き16時台は県内情報を伝え、テレビ朝日制作の『スーパーJチャンネル』を挟む形で県内ニュース『スーパーJチャンネルABA』を放送していた18時台は「ハレのちあした 県内ニュース」として県内ニュースを放送していたが、2025年4月から18時台の県内ニュースを「ハレのちあした」から分離、リニューアルする形で本番組がスタートした。
これにより青森朝日放送では、2年ぶりに『スーパーJチャンネル』のローカルタイトルが復活した。キャッチコピーは『あおもりを熱く伝える』。

## 出演者
2025年4月現在　いずれも青森朝日放送アナウンサー
キャスター
- 月〜水　藤原祐輝 澤田愛美
- 木〜金　藤原祐輝 稲葉千秋

お天気（ハレのちあした16時台MCと兼務）
- 月〜火　寺崎美佑
- 水〜金　中村かさね

## 主なコーナー
- 特集
- 火曜日の名店
- 東北湯けむり紀行
- 藤原が行く
  - ハレのちあした 県内ニュース末期からスタートしたコーナー。「気になる話題を現場から」をモットーに、キャスターの藤原自らが取材し、伝える。

## 外部サイト
- スーパーJチャンネルあおもり ABA青森朝日放送

| 青森朝日放送 月曜日-金曜日夕方の夕方ワイドニュース                                                                                      | 青森朝日放送 月曜日-金曜日夕方の夕方ワイドニュース | 青森朝日放送 月曜日-金曜日夕方の夕方ワイドニュース |
| 前番組 | 番組名                                             | 次番組                                             |
| --- | -------------------------------------------------- | -------------------------------------------------- |
| ハレのちあした（県内ニュース） ※番組自体は2025年春の改編後も継続するが、 18時台の『ハレのちあした・県内ニュース』としてはこの改編まで。 | スーパーJチャンネルあおもり                        | -                                                  |